# Лейнік Василь Іванович

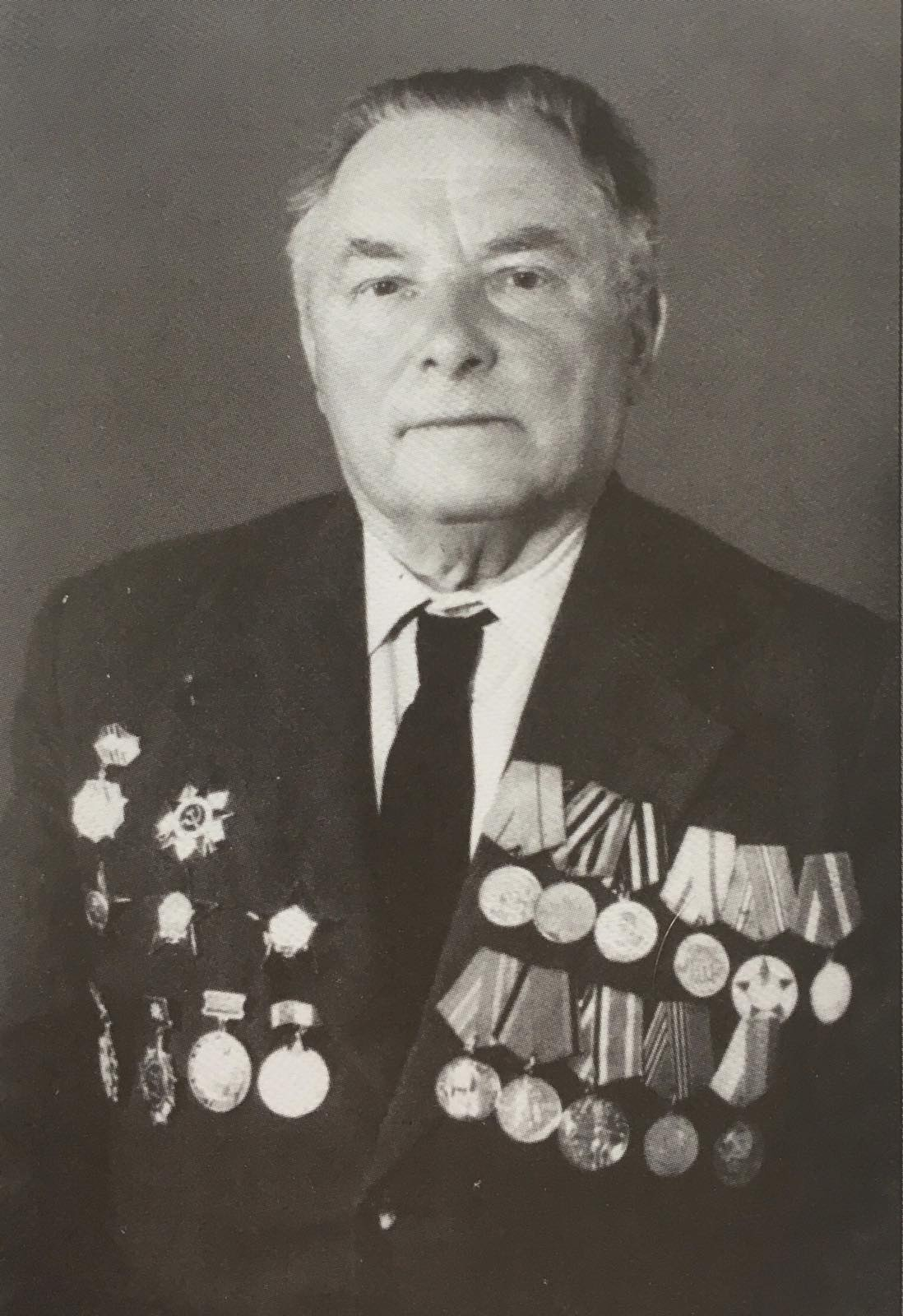
На фото Лейнік Василь Іванович.

Лейнік Василь Іванович (12 липня 1915, Пасинки, Шаргородський район, Вінницька область — 4 березня 1997) — лейтенант кавалерійської дивізії імені Г. І. Котовського, фельдшер. Тричі нагороджений орденом Червоної Зірки. З 1941 р. в Ногачово перебував на посаді начальника служби медичного постачання стрілецької дивізії. З 1956 р. працював фельдшером у селі Пасинки. Помер 4 березня 1997 року. Похований у селі Пасинки.

## Життєпис
Народився у подільському селі Пасинки, що в Шаргородському районі. Навчався у Пасинківській семирічній школі до 1937 року.

### Служба в армії
У 1937 році призвався в ряди Радянської Армії. Службу проходив у 3-й кавалерійській дивізії імені Г. І. Котовського у санітарній частині. Там Лейнік став лейтенантом.
У кінці 1938 року його перевели у 14-й кавалерійський полк, а у 1939 році в складі цього полку він звільняв Західну Україну. Згодом залишився в Ногачові Крановецького району Львівської області, де його перевели в 97-у стрілецьку дивізію.
В грудні 1939 року 97-а дивізія була відправлена на війну у Фінляндію. Після фінляндської компанії в травні 1940 року дивізія повернулася в Ногачово.
22 червня 1941 року розпочалася війна, яка застала Лейніка на посаді начальника служби медичного постачання дивізії. Тривали страшні бої, під час яких багато однополчан загинуло. Почався відступ з оборонними боями за Яворів, Львів, Тернопіль, Проскурів (Хмельницький), Київ. Дивізія перейшла Дніпро. Лейнік поїхав у Полтаву за медикаментами, а коли повернувся, то 97-ї дивізії вже не існувало — була розгромлена.
Після цього він потрапляє у 38-му армію у 25-й зенітний десантно-артилерійський полк, що на Донбасі. Після 2-місячної підготовки у складі цієї армії полк захищав Сталінград, де знаходився з боями з 15 травня 1942 року по 1943 рік. За участь у боях за Сталінград Лейнік був нагороджений орденом Червоної Зірки.
З 15 січня по 10 квітня 1943 року він служить у саперному батальйоні Південного фронту (Крим). Солдати батальйону в складі 63-ї інженерно-саперної бригади побудували 3,5 км мосту через Сиваш, причому під вогнем ворога. Тут Василь Іванович надав медичну допомогу близько 60 пораненим воїнам, за що був нагороджений другим орденом Червоної Зірки.
З липня 1944 року він потрапляє на 3-й Білоруський фронт. Звільняв Вітебськ, Литву, Каунас, Шауляй й вийшов до кордону Прусії. Під Кенігсбергом було дуже багато втрат, ворог чинив жорстокий опір. За бої під Кенігсбергом, за спасіння поранених, Лейнік був нагороджений третім орденом Червоної Зірки.
Перемогу він зустрів у Новосибірську. Через певний час його полк прибув на Далекосхідний фронт. Також брав участь у війні проти Японії.
Після закінчення війни Лейнік продовжував військову службу на Далекому Сході і служив там до 1946 року.
Демобілізувався Василь Іванович з армії  14 квітня 1949 року у званні старшого лейтенанта.

## Родина
У січні 1941 року він одружився з Анастасією Іларіонівною Гармаш, акушеркою. Вони мали двох дочок — Галину та Світлану. Нині Світлана Василівна працює лікарем у Турбівській АЗПСМ.

## Фельдшерська діяльність
До 1956 року працював у Хмельницькій області, а в березні цього ж року приїхав у рідне село Пасинки, де і пропрацював фельдшером до 1987 року. Василь Іванович був фахівцем своєї справи й завжди сердечно відгукувався на звернення жителів та надавав їм кваліфіковану допомогу.

## Нагороди
Тричі нагороджений орденом Червоної Зірки.
Першим орденом Червоної Зірки був нагороджений за надання медичної допомоги близько 50 солдатам під Сталінградом.
За надання допомоги 60 пораненим воїнам саперного батальйону вдруге був нагороджений орденом Червоної Зірки.
За бої під Кенігсбергом, за рятування поранених, Лейнік був нагороджений 3-м орденом Червоної Зірки.